# Mathias Frank
Mathias Frank (Roggliswil, 9 december 1986) is een voormalig Zwitsers wielrenner die reed voor onder meer BMC Racing Team en AG2R La Mondiale.

## Loopbaan
Frank staat bekend als een klimmer die vaak uitblonk in de ronde van zijn eigen land. Zo werd hij in de Ronde van Zwitserland tweede en vijfde in het algemeen klassement en won hij eenmaal het bergklassement. In de grote rondes is hij lange tijd minder succesvol geweest. De Ronde van Frankrijk heeft hij door zware valpartijen tot 2015 niet kunnen uitrijden. In 2010 brak hij bij de proloog in Rotterdam zijn arm en in 2014 brak hij tijdens de zevende rit naar Nancy zijn dijbeen. Een jaar later wist hij het grootste deel van de Tour uit de problemen te blijven en behaalde een achtste plaats in het eindklassement achter Nederlanders Robert Gesink en Bauke Mollema.

## Palmares

### Belangrijkste overwinningen
2004
 Zwitsers klimkampioen, Junioren
2007
5e etappe Ronde van Thüringen
Eindklassement Ronde van Thüringen
4e etappe GP Tell
2008
GP van het Zwarte Woud
2009
Eindklassement GP Tell
2010
Berg- en sprintklassement Ronde van Zwitserland
2012
1e etappe Ronde van Trentino (ploegentijdrit)
2013
4e en 5e etappe Ronde van Oostenrijk
2e etappe USA Pro Cycling Challenge
2014
3e etappe Internationaal Wegcriterium
Puntenklassement Internationaal Wegcriterium
2e etappe Ronde van Beieren
2016
17e etappe Ronde van Spanje

### Resultaten in voornaamste wedstrijden
| Jaar | Ronde van Italië | Ronde van Frankrijk | Ronde van Spanje |
| ---- | ---------------- | ------------------- | ---------------- |
| 2008 |                  |                     | opgave           |
| 2009 |                  |                     |                  |
| 2010 |                  | opgave              |                  |
| 2011 | 85e              |                     | 94e              |
| 2012 | 83e              |                     |                  |
| 2013 |                  |                     |                  |
| 2014 |                  | opgave              |                  |
| 2015 |                  | 8e                  |                  |
| 2016 |                  | opgave              | 37e (1)          |
| 2017 |                  | 30e                 |                  |
| 2018 |                  | 55e                 |                  |
| 2019 |                  | 48e                 |                  |
| 2020 |                  |                     | opgave           |

| Jaar | Milaan-San Remo | Amstel Gold Race | Luik-Bast.‑Luik | Ronde van Lombardije | Waalse Pijl | Clásica San Sebastián |  | WK op de weg |  | Wereldranglijsten |
| ---- | --------------- | ---------------- | --------------- | -------------------- | ----------- | --------------------- |  | ------------ |  | ----------------- |
| 2008 |                 |                  |                 |                      |             |                       |  |              |  |                   |
| 2009 |                 |                  |                 |                      |             |                       |  | opgave       |  |                   |
| 2010 |                 | opgave           | 114e            |                      | 107e        |                       |  |              |  |                   |
| 2011 |                 | opgave           | 88e             | opgave               | 110e        | 20e                   |  |              |  | 93e (UWT)         |
| 2012 |                 |                  |                 | opgave               |             |                       |  | 63e          |  | 206e (UWT)        |
| 2013 |                 |                  | 122e            | opgave               | 109e        |                       |  | opgave       |  | 80e (UWT)         |
| 2014 |                 |                  | 27e             | 69e                  | 15e         |                       |  |              |  |                   |
| 2015 |                 |                  | opgave          | opgave               | 17e         | 41e                   |  |              |  | 58e (UWT)         |
| 2016 |                 |                  |                 | opgave               |             | 36e                   |  |              |  | 98e (UWT)         |
| 2017 | 94e             |                  |                 | 16e                  | 27e         | 33e                   |  |              |  | 108e (UWT)        |
| 2018 |                 |                  |                 | 32e                  | 35e         | opgave                |  | 26e          |  | 116e (UWT)        |
| 2019 |                 |                  |                 | 21e                  | 38e         |                       |  |              |  | 169e (UWR)        |
| 2020 |                 |                  | opgave          | 45e                  | 91e         |                       |  |              |  |                   |

### Resultaten in kleinere rondes
| Jaar | Tour Down Under | Parijs-Nice | Tirreno-Adriatico | Ronde van Catalonië | Ronde van het Baskenland | Ronde van Romandië | Critérium du Dauphiné | Ronde van Zwitserland | Ronde van Polen | Eneco Tour | Ronde van Peking |
| ---- | --------------- | ----------- | ----------------- | ------------------- | ------------------------ | ------------------ | --------------------- | --------------------- | --------------- | ---------- | ---------------- |
| 2008 |                 |             |                   | 119e                |                          | 86e                |                       | 36e                   |                 |            |                  |
| 2009 |                 |             |                   |                     |                          | 12e                | 30e                   |                       |                 |            |                  |
| 2010 |                 |             | 66e               |                     |                          | 43e                |                       | 67e                   |                 |            |                  |
| 2011 |                 |             |                   | 63e                 | 83e                      |                    |                       | 6e                    |                 |            |                  |
| 2012 | 42e             |             |                   | 22e                 |                          |                    |                       | 12e                   | opgave          |            | 16e              |
| 2013 |                 | 33e         |                   |                     |                          | opgave             |                       | 5e                    | 46e             |            | 13e              |
| 2014 |                 | 61e         |                   |                     |                          | 4e                 |                       | ↑                     |                 |            |                  |
| 2015 |                 | 34e         |                   |                     |                          | 12e                | opgave                |                       |                 |            |                  |
| 2016 |                 |             | 50e               | 28e                 |                          | 8e                 |                       | opgave                |                 |            |                  |
| 2017 |                 | 22e         |                   |                     |                          | 33e                |                       | 7e                    |                 |            |                  |
| 2018 |                 |             | 36e               | 14e                 |                          | 23e                |                       | 17e                   |                 |            |                  |
| 2019 |                 | opgave      |                   |                     | 67e                      | 12e                |                       | 20e                   |                 |            |                  |
| 2020 |                 |             | 52e               |                     |                          |                    |                       |                       |                 |            |                  |

(*) tussen haakjes aantal individuele etappeoverwinningen

## Ploegen
- 2007 –  Gerolsteiner (stagiair vanaf 15-8)
- 2008 –  Gerolsteiner
- 2009 –  BMC Racing Team
- 2010 –  BMC Racing Team
- 2011 –  BMC Racing Team
- 2012 –  BMC Racing Team
- 2013 –  BMC Racing Team
- 2014 –  IAM Cycling
- 2015 –  IAM Cycling
- 2016 –  IAM Cycling
- 2017 –  AG2R La Mondiale
- 2018 –  AG2R La Mondiale
- 2019 –  AG2R La Mondiale
- 2020 –  AG2R La Mondiale
- 2021 –  AG2R-Citroën (tot 21-6)